# ماگدالینا جورجیوا
ماگدالینا جورجیوا (بلغاری: Магдалена Стоянова Георгиева؛ ۷ دسامبر ۱۹۶۲ – ) قایقران روئینگ اهل بلغارستان بود.
وی در مسابقات کشوری و بین‌المللی در مجموع برندهٔ ۱ مدال طلا، ۱ مدال نقره، ۴ مدال برنز شده‌است.